# Gonomyia (Gonomyia) yama
Gonomyia (Gonomyia) yama is een tweevleugelige uit de familie steltmuggen (Limoniidae). De soort komt voor in het Oriëntaals gebied.